# Partido de General Pueyrredón
General Pueyrredon es uno de los 135 partidos de la provincia argentina de Buenos Aires, ubicado sobre la costa atlántica. Su nombre se lo debe a Juan Martín de Pueyrredón, militar y político de destacada actuación en las Invasiones Inglesas y la Guerra de la Independencia. Es el partido más populoso de la Quinta Sección Electoral de la Provincia de Buenos Aires.
Su cabecera es la ciudad de Mar del Plata.

## Historia
Los primitivos habitantes de la zona actual del Partido de General Pueyrredon eran los pampas o tehuelches septentrionales que desde el siglo XV se mezclaron con los mapuches en el proceso de se conoce como mapuchización o araucanización formando así a los "pampas mapuchizados". Dicho proceso tomó parte antes de que el naciente Estado argentino llevara sus dominios territoriales al sur del Río Salado a partir de después de 1820. En 1581 Juan de Garay llamó «Costa Galana» a la costa de la actual ciudad de Mar del Plata, aunque su expedición no dejó pobladores estables. En 1747 los padres Falkner, Strobel y Cardiel se establecieron en la «laguna de las Cabrillas» (hoy laguna de los Padres) levantando una misión jesuítica que se llamó «Reducción del Pilar», pero la hostilidad de los nativos, sumada a la declinación de la orden jesuítica hizo que abandonaran las instalaciones en el año 1751. En 1856 el barón de Maua, originario de Portugal, encargó a Don José Coelho de Meyrelles que estableciera un saladero «en el lado oeste de la Laguna de los Padres». Así José Coelho de Meyrelles construyó un saladero con capitales portugueses que fue instalado en la zona de Punta Iglesias. Meyrelles compró en 1857 todas las acciones, e intensificó los trabajos en el saladero, alrededor del cual se formó un núcleo poblacional. El saladero producía carne disecada del ganado local (charqui o charque), la que mayormente se exportaba al Brasil para alimentación de los esclavos. En las inmediaciones del saladero fue creciendo el pequeño poblado y comenzó a llamarse «Puerto de los Padres». Ante la declinación del negocio, Meyrelles lo enajenó y fue adquirido por Patricio Peralta Ramos, quien gestiona la creación de un pueblo, en las tierras del «Puerto de los Padres», que se denominaría Mar del Plata.
El 10 de febrero de 1874 se lo declaró cabecera del partido de Balcarce, que en 1879 se dividió en los partidos de Balcarce y de General Pueyrredon.

## Política
| Intendente             | Mandato                                         | Partido                      | Coalición                                                       |
| Ángel Roig             | 10 de diciembre de 1983-10 de diciembre de 1991 | Unión Cívica Radical         | Unión Cívica Radical                                            |
| Mario Russak           | 10 de diciembre de 1991-10 de diciembre de 1995 | Unión del Centro Democrático | Unión del Centro Democrático                                    |
| Elio Aprile            | 10 de diciembre de 1995-28 de febrero de 2002   | Unión Cívica Radical         | Alianza para el Trabajo, la Justicia y la Educación (1997-2001) |
| Daniel Katz            | 28 de febrero de 2002-10 de diciembre de 2007   | Unión Cívica Radical         | El Frente                                                       |
| Gustavo Pulti          | 10 de diciembre de 2007-10 de diciembre de 2011 | Acción Marplatense           | Acción Marplatense                                              |
| Gustavo Pulti          | 10 de diciembre de 2011-10 de diciembre de 2015 | Acción Marplatense           | Frente para la Victoria (2015)                                  |
| Carlos Fernando Arroyo | 10 de diciembre de 2015-10 de diciembre de 2019 | Agrupación Atlántica         | Cambiemos                                                       |
| Guillermo Montenegro   | 10 de diciembre de 2019-presente                | Propuesta Republicana        | Juntos por el Cambio                                            |

### Elecciones municipales

#### Elecciones en la década de 2020
|  | 41,20 % |

|  | 36,20 % |

|  | 19,33 % |

|  | 3,27 % |

|  | 90,80 % |

|  | 8,09 % |

|  | 1,10 % |

|  | 73,21 % |

|  | 100 % |

|  | 46,70 % |

|  | 27,98 % |

|  | 7,34 % |

|  | 7,29 % |

|  | 5,97 % |

|  | 4,72 % |

|  | 94,54 % |

|  | 3,53 % |

|  | 1,93 % |

|  | 66,39 % |

|  | 100 % |

#### Elecciones en la década de 2010
|  | 40,23 % |

|  | 37,91 % |

|  | 11,03 % |

|  | 4,16 % |

|  | 3,81 % |

|  | 1,82 % |

|  | 1,05 % |

|  | 95,30 % |

|  | 4,04 % |

|  | 0,66 % |

|  | 79,64 % |

|  | 100 % |

|  | 48,62 % |

|  | 26,82 % |

|  | 10,42 % |

|  | 5,56 % |

|  | 4,48 % |

|  | 4,10 % |

|  | 95,03 % |

|  | 3,69 % |

|  | 1,28 % |

|  | 71,99 % |

|  | 100 % |

|  | 47,00 % |

|  | 36,87 % |

|  | 9,47 % |

|  | 3,50 % |

|  | 3,15 % |

|  | 92,91 % |

|  | 6,08 % |

|  | 1,00 % |

|  | 75,55 % |

|  | 100 % |

|  | 30,48 % |

|  | 17,59 % |

|  | 15,43 % |

|  | 15,13 % |

|  | 10,86 % |

|  | 6,57 % |

|  | 3,94 % |

|  | 94,07 % |

|  | 4,08 % |

|  | 1,85 % |

|  | 74,34 % |

|  | 100 % |

|  | 39,26 % |

|  | 20,53 % |

|  | 15,22 % |

|  | 8,66 % |

|  | 6,77 % |

|  | 2,87 % |

|  | 1,93 % |

|  | 3,75 % |

|  | 1,71 % |

|  | 1,27 % |

|  | 93,15 % |

|  | 5,69 % |

|  | 1,17 % |

|  | 74,44 % |

|  | 100 % |

#### Elecciones en la década de 2000
|  | 24,91 % |

|  | 7,74 % |

|  | 32,65 % |

|  | 23,80 % |

|  | 11,23 % |

|  | 8,13 % |

|  | 7,78 % |

|  | 4,19 % |

|  | 3,69 % |

|  | 3,16 % |

|  | 2,13 % |

|  | 0,90 % |

|  | 0,68 % |

|  | 0,53 % |

|  | 0,49 % |

|  | 0,32 % |

|  | 0,22 % |

|  | 0,11 % |

|  | 92,73 % |

|  | 5,34 % |

|  | 1,93 % |

|  | 68,40 % |

|  | 100 % |

|  | 33,95 % |

|  | 25,39 % |

|  | 15,18 % |

|  | 10,65 % |

|  | 6,76 % |

|  | 1,73 % |

|  | 1,46 % |

|  | 1,05 % |

|  | 0,71 % |

|  | 0,49 % |

|  | 0,49 % |

|  | 0,47 % |

|  | 0,43 % |

|  | 0,43 % |

|  | 0,34 % |

|  | 0,25 % |

|  | 0,13 % |

|  | 92,27 % |

|  | 6,49 % |

|  | 1,24 % |

|  | 71,14 % |

|  | 100 % |

|  | 25,28 % |

|  | 23,12 % |

|  | 14,64 % |

|  | 8,33 % |

|  | 7,79 % |

|  | 3,44 % |

|  | 3,25 % |

|  | 2,58 % |

|  | 2,43 % |

|  | 2,16 % |

|  | 1,36 % |

|  | 1,29 % |

|  | 1,29 % |

|  | 0,76 % |

|  | 0,69 % |

|  | 0,65 % |

|  | 0,48 % |

|  | 0,37 % |

|  | 0,04 % |

|  | 0,02 % |

|  | 88,63 % |

|  | 8,87 % |

|  | 2,50 % |

|  | 67,11 % |

|  | 100 % |

|  | 48,01 % |

|  | 16,78 % |

|  | 15,91 % |

|  | 5,05 % |

|  | 3,83 % |

|  | 2,23 % |

|  | 1,54 % |

|  | 1,43 % |

|  | 1,19 % |

|  | 0,92 % |

|  | 0,91 % |

|  | 0,84 % |

|  | 0,48 % |

|  | 0,40 % |

|  | 0,26 % |

|  | 0,22 % |

|  | 0,01 % |

|  | 92,67 % |

|  | 5,74 % |

|  | 1,59 % |

|  | 63,61 % |

|  | 100 % |

|  | 29,47 % |

|  | 17,05 % |

|  | 3,47 % |

|  | 0,71 % |

|  | 0,36 % |

|  | 21,59 % |

|  | 15,52 % |

|  | 8,49 % |

|  | 5,56 % |

|  | 3,92 % |

|  | 3,31 % |

|  | 2,38 % |

|  | 2,30 % |

|  | 1,55 % |

|  | 1,42 % |

|  | 1,37 % |

|  | 0,99 % |

|  | 0,91 % |

|  | 0,85 % |

|  | 0,35 % |

|  | 0,03 % |

|  | 0,01 % |

|  | 71,52 % |

|  | 8,42 % |

|  | 20,06 % |

|  | 70,09 % |

|  | 100 % |

#### Elecciones en la década de 1990
|  | 61,04 % |

|  | 16,19 % |

|  | 2,31 % |

|  | 18,51 % |

|  | 15,15 % |

|  | 1,03 % |

|  | 1,03 % |

|  | 0,85 % |

|  | 0,83 % |

|  | 0,62 % |

|  | 0,44 % |

|  | 0,29 % |

|  | 0,22 % |

|  | 90,72 % |

|  | 8,42 % |

|  | 0,86 % |

|  | 81,93 % |

|  | 100 % |

|  | 55,47 % |

|  | 24,17 % |

|  | 10,20 % |

|  | 3,61 % |

|  | 1,42 % |

|  | 1,19 % |

|  | 1,13 % |

|  | 1,01 % |

|  | 0,97 % |

|  | 0,84 % |

|  | 94,50 % |

|  | 4,44 % |

|  | 1,06 % |

|  | 76,91 % |

|  | 100 % |

|  | 39,26 % |

|  | 33,90 % |

|  | 10,54 % |

|  | 6,19 % |

|  | 3,75 % |

|  | 2,84 % |

|  | 1,03 % |

|  | 0,96 % |

|  | 0,40 % |

|  | 0,30 % |

|  | 0,18 % |

|  | 0,15 % |

|  | 0,15 % |

|  | 0,11 % |

|  | 0,10 % |

|  | 0,07 % |

|  | 0,06 % |

|  | 94,29 % |

|  | 5,02 % |

|  | 0,69 % |

|  | 81,24 % |

|  | 100 % |

|  | 27,95 % |

|  | 27,74 % |

|  | 20,81 % |

|  | 7,24 % |

|  | 5,43 % |

|  | 4,35 % |

|  | 1,76 % |

|  | 1,52 % |

|  | 0,98 % |

|  | 0,54 % |

|  | 0,51 % |

|  | 0,35 % |

|  | 0,32 % |

|  | 0,30 % |

|  | 0,23 % |

|  | 93,75 % |

|  | 4,78 % |

|  | 1,47 % |

|  | 79,33 % |

|  | 100 % |

|  | 29,96 % |

|  | 24,54 % |

|  | 21,55 % |

|  | 8,10 % |

|  | 4,54 % |

|  | 4,52 % |

|  | 1,68 % |

|  | 1,17 % |

|  | 0,91 % |

|  | 0,74 % |

|  | 0,69 % |

|  | 0,60 % |

|  | 0,34 % |

|  | 0,29 % |

|  | 0,23 % |

|  | 0,13 % |

|  | 95,90 % |

|  | 3,09 % |

|  | 1,00 % |

|  | 77,96 % |

|  | 100 % |

#### Elecciones en la década de 1980
|  | 34,59 % |

|  | 29,85 % |

|  | 18,77 % |

|  | 9,40 % |

|  | 3,99 % |

|  | 2,51 % |

|  | 0,47 % |

|  | 0,33 % |

|  | 0,09 % |

|  | 95,00 % |

|  | 4,43 % |

|  | 0,57 % |

|  | 84,89 % |

|  | 100 % |

|  | 29,71 % |

|  | 23,18 % |

|  | 19,33 % |

|  | 18,05 % |

|  | 5,12 % |

|  | 1,16 % |

|  | 1,12 % |

|  | 0,97 % |

|  | 0,50 % |

|  | 0,26 % |

|  | 0,20 % |

|  | 0,15 % |

|  | 0,13 % |

|  | 0,06 % |

|  | 96,91 % |

|  | 2,16 % |

|  | 0,93 % |

|  | 83,21 % |

|  | 100 % |

|  | 44,59 % |

|  | 20,97 % |

|  | 14,30 % |

|  | 5,44 % |

|  | 3,21 % |

|  | 1,42 % |

|  | 1,22 % |

|  | 0,35 % |

|  | 0,26 % |

|  | 0,26 % |

|  | 0,26 % |

|  | 97,95 % |

|  | 1,28 % |

|  | 0,78 % |

|  | 81,55 % |

|  | 100 % |

|  | 51,14 % |

|  | 23,93 % |

|  | 8,97 % |

|  | 7,64 % |

|  | 2,88 % |

|  | 1,63 % |

|  | 1,34 % |

|  | 0,63 % |

|  | 0,58 % |

|  | 0,43 % |

|  | 0,39 % |

|  | 0,18 % |

|  | 0,16 % |

|  | 0,11 % |

|  | 94,88 % |

|  | 4,74 % |

|  | 0,39 % |

|  | 84,49 % |

|  | 100 % |

#### Elecciones en la década de 1970 y 1960
|  | 35,76 % |

|  | 33,58 % |

|  | 12,76 % |

|  | 8,08 % |

|  | 3,88 % |

|  | 3,64 % |

|  | 1,01 % |

|  | 0,81 % |

|  | 0,49 % |

|  | 92,60 % |

|  | 6,52 % |

|  | 0,88 % |

|  | 35,66 % |

|  | 23,65 % |

|  | 21,80 % |

|  | 3,52 % |

|  | 3,25 % |

|  | 2,49 % |

|  | 2,45 % |

|  | 2,00 % |

|  | 1,94 % |

|  | 1,09 % |

|  | 0,68 % |

|  | 0,55 % |

|  | 0,44 % |

|  | 0,28 % |

|  | 0,20 % |

|  | 95,84 % |

|  | 4,16 % |

|  | 53,31 % |

|  | 18,27 % |

|  | 10,66 % |

|  | 9,00 % |

|  | 4,76 % |

|  | 2,93 % |

|  | 1,06 % |

|  | 72,34 % |

|  | 26,74 % |

|  | 0,92 % |

## Geografía
La orografía del Partido está constituida por las sierras de Tandilia: desde Los Cerrillos (Bolívar) hasta el Cabo Corrientes, sobre el Mar Argentino, con 350 km, separados por abras.
En el Partido se destacan las Sierras de Valdéz, las del Acha (190 m s. n. m.), la Peregrina (230 m), y la de los Padres (150 m). Ellas pierden altura de oeste a este, finalizando como lomadas que culminan en Punta Iglesia, Punta Piedras, Cabo Corrientes, Punta Cantera y Punta Mogotes. 
Estas punta rocosas y de igual modo las sierras, están constituidas por rocas cuarcitas de la Era Terciaria, muy apreciadas en la construcción (hay numerosas canteras).
Sedimentos de origen eólico rellenaron las depresiones, formando un relieve suavemente ondulado. En la costa, predominan acantilados y playas. Los primeros constituidos por sedimentos loésicos, se localizan al norte y al sur de la ciudad, caracterizándose por su retroceso por erosión. Las playas se han formado naturalmente entre las puntas rocosas, aunque el humano ha contribuido a su formación o a su paulatina desaparición. 
La longitud de la costa del Partido es de 39,2 km.

## Localidades
- Mar del Plata

- El Casal: Ruta 2 kilómetro 386
- Las Quintas: Ruta 2 km 387
- Los Zorzales: Ruta 2 pasando El Sosiego
- El Sosiego: Ruta 2 pasando El Tejado km 393
- Camet y Estación Camet: Ruta 2 km 394
- Santa Ángela: Ruta 2 km 394
- Barrio 2 de Abril: Ruta 2 pasando Las Margaritas km 396
- La Adela: Ruta 2, pasando Las Margaritas km 396
- Las Margaritas: Ruta 2 km 398, San Martín de Porres
- El Dorado: Ruta 226 km 35,5
- Colinas Verdes: Ruta 226 km 24
- Bo. La Gloria de la Peregrina: Ruta 226 km 20
- Sierra de los Padres: Ruta 226 km 16
- El Coyunco: Ruta 226 km 16, entrada a Sierra de los Padres (girar al norte)
- Laguna de los Padres: Ruta 226 km 14
- Bo. Santa Paula: Ruta 226 km 10
- Batán: RP 88 km 15
- Bo. Estación Chapadmalal: entrada Ruta 88 km 12
- Barrio Félix U. Camet sobre Ruta 11 entre Parque Camet y el GADA 601
- Punta Mogotes: Ruta 11
- Bo. Alfar: Ruta 11
- Bo. San Carlos: Ruta 11
- Bo. San Jacinto: Ruta 11
- Bo. San Patricio: Ruta 11
- Bo. Los Acantilados: Ruta 11
- La Arboleda: Ruta 11
- Playa Mar y Sol: Ruta 11
- Playa Los Lobos: Ruta 11
- Playa Serena: Ruta 11
- Chapadmalal: Ruta 11
- San Eduardo del Mar: Ruta 11 km 550
- El Marquesado: Ruta 11

### Parajes
- Pje. Colonia Barragán: al oeste de Ruta 2 pasando Estación Cobo
- Pje. El Tejado: Ruta 2 km 393
- Pje. Loma Alta: al norte de Ruta 226 km 16
- Pje. San Francisco: Ruta 226 km 10 (girar al sur) a 7 km camino asfaltado
- Pje. El Boquerón: Ruta 88, pasando Batán, km 18 pasando la Loma de la difunta Correa camino a Necochea.
- Pje. Los Ortiz: al norte de Ruta 88, km 12
- Pje. Valle Hermoso: al sur de Ruta 88 km 9
- Pje. Santa Isabel: Ruta 11 km 543

## Demografía
Las fuentes de alimentación poblacional del Partido proviene de saldos migratorios de orígenes múltiples proporcionalmente mayor al movimiento natural, en las últimas décadas se hace más lento atribuido a la combinación de las variables vegetativas y migratorias, esta última influye directa en indirectamente sobre el resultado final.
Según los resultados definitivos del censo de 2022 la población del partido alcanza los 667.082 habitantes.
| Población | 8.175 | 32.940   | 123.811  | 224.824 | 317.444 | 434.160 | 532.845 | 564.056 | 618.989 | 667.082 |
| Variación | -     | +302,93% | +275,86% | +81,58% | +41,19% | +36,76% | +22,73% | +5,85%  | +9,73%  | +7,8%   |

Fuente: Instituto Nacional de Estadísticas y Censos, INDEC
Se ubica en el séptimo puesto de aglomeraciones con más habitantes desde 1947 y desde la década de 1990 pasó a ser un aglomerado intermedio mayor por contar con más de 500000 hab en forma permanente. En 1991 la población urbana consistía en el 94 % del total. Desde el censo de 1895 hasta el del año 2001 la población se ha duplicado seis veces sin embargo los valores en el cambio porcentual reflejan una disminución continua entre los períodos consecutivos marcando una desaceleración en el ritmo de incremento que se refleja en la tasa de incremento anual intercensal.
En las estimaciones realizadas se destacó el caso de Gloria de la Peregrina que de 732 hab censados en 1991 pasaron a censarse 1282 en 2001. La excepción al incremento poblacional es El Coyunco, que tuvo 356 habitantes en 2001, una disminución respecto a los 453 que censó en 1991. Es una localidad rural con servicios a los productores agropecuarios que se diversificó a medida que la población creció y empezó a recibir turistas de fin de semana que se alojan en casas construidas sobre terrenos hortícolas.
La tabla muestra la variación poblacional registrada entre censos nacionales de población, el cambio absoluto es la variación entre la cantidad de personas censadas entre ambos períodos y la tasa de crecimiento anual medio intercensal mide el crecimiento como un proceso continuo, una variación que se produce instante a instante.
La tendencia descendente muestra una interrupción en el período 1947-1960 pareciendo un quiebre de importancia para un período distinto en el proceso de poblamiento del partido diferenciándose una primera y segunda etapa. Más intensamente se reduce entre 1980 y 1991 donde se inicia una tercera etapa con características propias.
Tres movimientos políticos se encuadran en estas etapas, siendo la constitución de la ciudad balnearia como centro turístico la primera, la inserción de la Argentina como productora de bienes primarios iniciando la era agroexportadora fue otra. Las políticas de población promocionando la inmigración de ultramar que atrajo a seis millones de europeos, la mayoría italianos y españoles.
Los excedentes económicos generados por las actividades agrícolas motorizadas benefició a esta zona aumento el ritmo de crecimiento poblacional, llegando a duplicar la población en pocos años. Pero en el siglo XX se frenó por la inestabilidad económica y política mundial que se reflejaron en las dos guerras mundiales y la crisis de 1930. El período 1914-1947 marca un freno en el ritmo acelerado de crecimiento demográfico pero conserva valores aún elevados de la tasa de cambio.
La finalización de la Segunda Guerra Mundial provocó la recuperación del crecimiento poblacional de la República que incorporó la Sustitución de las Importaciones como respuesta a la situación del sistema económico mundial y progresa en la industrialización. En el ámbito de este partido en esta etapa se incorporó el turismo de las clases obreras y media y el desarrollo industrial en varios rubros. Estas actividades trajeron habitantes permanentes a la zona, tanto extranjeros como de otros puntos del país.
La tercera etapa comienza promediando la década de 1960, el país toma el camino de la apertura económica bajo el contexto de la integración mundial y sus efectos sesgan el poblamiento, este partido recibió numerosos inmigrantes, y Mar del Plata creció a un ritmo similar a de otras ciudades de tamaño mayor a los 500000 habitantes como Córdoba, Mendoza, entre otras.
| Estimación para la migración neta entre períodos 1947-1991 |                |                                      |
| Período entre censos                                       | Migración Neta | Proporción sobre el incremento total |
| 1947-1960                                                  | 72.458         | 71,7 %                               |
| 1960-1970                                                  | 61.661         | 66,6 %                               |
| 1970-1980                                                  | 70.645         | 60,5 %                               |
| 1980-1991                                                  | 38.096         | 38,6 %                               |
| 1991-2001                                                  | 22.541         | 75,0 %                               |

Desde la década de 1940 hasta la de 2000 las tasas de natalidad y mortalidad tuvieron valores moderados y bajos respectivamente y levemente menores que los nacionales. El valor de crecimiento natural fue entre el 10 y el 15 %. En el intervalo entre los años 1991 y 1998 la variación de crecimiento de la población indica una leve merma del ritmo vegetativo, con valores que intentan alcanzar el 9 % anual.
Entre los años 1947-1960 la porción del incremento migratorio representó el 71,7 % del cambio total, entre 1960 y 1970 este aporte representó el 66,6 % del valor total, entre 1970 y 1980 llegó al 60,5 %, entre 1980 y 1991 representó el 38,6 % y en el 2001 la cifra fue negativa, -75 %.
Las cifras estimadas para el crecimiento migratorio entre 1947 y 2001 son:
| Período   | Porcentaje |
| 1940-1960 | 3,2%       |
| 1960-1970 | 2,4%       |
| 1970-1980 | 1,9%       |
| 1980-1991 | 0,8%       |
| 1991-2001 | -0,4%      |

El origen de la población varió su composición entre los diferentes períodos, incrementándose la llegada de extranjeros al 50 % en el período 1947-1960, valor que disminuyó en las décadas posteriores, y más rápidamente disminuyó en el período 1980-1991. El porcentaje de población no nativa disminuyó a través de los censos, desde el 21,1 % hasta el 6 %
| Año  | Nativos | Nativos    | No nativos | No nativos |
|      | Número  | Porcentaje | Número     | Porcentaje |
| 1947 | 97741   | 78,9%      | 26070      | 21,1%      |
| 1960 | 184554  | 82,1%      | 40270      | 17,9%      |
| 1970 | 278743  | 87,8%      | 38701      | 12,2%      |
| 1980 | 395086  | 91%        | 39074      | 9%         |
| 1991 | 500702  | 94%        | 31722      | 6%         |

De la población argentina, los migrantes internos se quintuplicaron, los nacidos en la provincia de Buenos Aires incluyendo al partido también se multiplicaron por cinco su número, alcanzando la población relativa las tres cuartas partes del total.
| Año  | Nativos                         | Nativos                         | Nativos             | Nativos             | No Nativos           | No Nativos           | No Nativos      | No Nativos      |
|      | De la provincia de Buenos Aires | De la provincia de Buenos Aires | De otras provincias | De otras provincias | De países limítrofes | De países limítrofes | De otros países | De otros países |
|      | Número                          | Porcentaje                      | Número              | Porcentaje          | Número               | Porcentaje           | Número          | Porcentaje      |
| 1947 | 80079                           | 64,7%                           | 17662               | 14,3%               | 917                  | 0,7%                 | 25153           | 20,3%           |
| 1991 | 404388                          | 75,9%                           | 96710               | 18,2%               | 9764                 | 1,8%                 | 21983           | 4,1%            |

Analizando la edad de la población migrante se observó que la edad de los que arribaron a la zona oscilaba entre los 15 y 64 años de edad, esta cifra decrece entre 1947 y 1980 dando paso al crecimiento de la población en edades no aptas para la actividad laboral. Este flujo de personas de la tercera edad reforzó el envejecimiento desde la cúspide de la pirámide de edades. En este período la cantidad de mujeres inmigrantes fue superior a la de los varones, siendo aún mayor el número en los primeros años de la franja. Este fenómeno se debió en el proceso de urbanización encarado por la municipalidad, que trajo una tendencia al acrecentamiento de las actividades económicas donde se requiere mano de obra femenina y se da vuelta el flujo predominante de inmigrantes masculinos predominante hasta entonces y en su mayoría extranjeros. Otra causa que justifica este hecho es el flujo de personas de la tercera edad debido a que las mujeres viven más años que los varones generalmente.
La década de 1980 provocó un corte en la tendencia de población, favoreciendo a la población masculina pudiéndose atribuir este hecho a los factores económicos desfavorables que predominaban en el país y pudieron atraer a flujos migratorios de edades laboralmente activas.
Los residentes nacidos en países no limítrofes a la República Argentina habitaron preferentemente el ejido urbano del partido, en el centro de Mar del Plata, zona del puerto y en la costa norte y sur y en menor medida en la periferia y localidades menores de General Pueyrredon. Los habitantes llegados de los países limítrofes se ubicaron. en un gran número, en las localidades periféricas, Batán, Chapadmalal, Gloria de la Peregrina dedicándose a actividades primarias, agricultura, minería y pesca. Los llegados del interior de la Argentina se ubicaron en Mar del Plata, dedicándose a la industria hotelera, gastronómica y servicios en general, además un gran número de turistas que vienen a pasar sus vacaciones de verano terminan radicándose en la ciudad en forma definitiva. En menor medida se radican en la periferia urbana en condiciones precarias de vida o en el ámbito rural compartiendo tareas con inmigrantes bolivianos y chilenos. Por último los que arriban del interior de la provincia de Buenos Aires conforman un anillo periférico en el interior de la planta urbana de Mar del Plata y en zonas rurales.

## Economía
Las bases de la economía del partido están dadas por la producción primaria, de gran impulso hacia fines del siglo XIX. El Partido de General Pueyrredon es un importante centro de producción de huertas de todo el país, caracterizado por la variedad de especies. Esto se debe a que la zona presenta veranos frescos e inviernos no tan fríos; además de una adecuada distribución de las precipitaciones y caracterizada por una abundante humedad. La producción está mayormente dada en la zona de la Laguna de los Padres. La principal producción en el Partido de General Pueyrredon está dada por lechuga, zanahoria, tomate y zapallitos, con un incipiente agregado de producción industrial basada en actividades vinculadas a la producción local, como la pesquera o los embalajes utilizados para el transporte de bienes, industrias conserveras,  deshidratadoras y las de supercongelados.
El puerto de Mar del Plata tiene las particularidades de ser marítimo de ultramar, cuya actividad principal es la pesca. Además como actividades secundarias está el transporte de cereales, de petróleo y el turismo. Sin embargo nunca pudo recibir cruceros internacionales debido a la falta de dragado suficiente. Aún con estas limitaciones es un importante centro pesquero (conservas, congelado y fileteado), contando asimismo con dos importantes astilleros navales (Contessi y SPI SA)
En los años 2017 y 2018 se comenzó la tarea de cambiar el perfil de la ciudad, basándose en su infraestructura portuaria y aeroportuaria que permitiría, con un amplio acuerdo entre las fuerzas productivas y las autoridades, diversificar los ingresos de la población. En ese sentido, en el predio depósito fiscal TCA (Terminal de Cargas Argentina) del Aeropuerto “Astor Piazzolla", se realizó en septiembre de 2017 el lanzamiento del Servicio de Cargas Aéreas Internacionales desde y hacia el Aeropuerto de Mar del Plata, destinado a empresas que requieran de una logística internacional para cargas secas y cargas perecederas, tanto de importación como de exportación, por vía aérea.
Existe el Parque Industrial General Savio, sobre la Ruta Provincial 88 que conecta a Mar del Plata con Necochea, a solo 9 kilómetros del centro urbano, en un nudo de vías de comunicación que permite la ágil vinculación con otras localidades y con terminales de trenes, puerto y aeropuerto. Esto permite una rápida conexión con el Mercosur y el resto de los mercados. Si bien aún tiene limitaciones importantes, como la falta de suficientes servicios básicos de electricidad, gas, etc, numerosas industrias se localizaron allí y hay proyectos futuros. Más del 40 por ciento de las industrias que se encuentran radicadas en el parque pertenece al sector alimenticio, un 13% a las metalúrgicas y de construcción, un 11% al rubro químico-farmacéutico y el resto están distribuidas en otras áreas (gráfica, madereras, cerealeras, polímeros, textiles y combustibles).